# 天伶知詠
天伶知詠（てんれいちえ）は、シンガーソングライター。長崎県諫早市出身。

## 作品

### アルバム
- Modern beat
- EGOIST
- 心の詠
- かわいた心の花
- 自分だけの扉

## 出演

### ラジオ
- 「天伶知詠のかわいた心の花」 FM諫早（2017年4月～）毎週金曜日 19:00～19:30
- 「天伶知詠のカラフルライン」 FMブルー湘南、FM西東京（2017.4～2017.6）第2、4金曜日 22:30～23:00